# Мартано
Мартано (итал. Martano) — коммуна в Италии, располагается в регионе Апулия, в провинции Лечче.
Население составляет 9573 человека (2008 г.), плотность населения составляет 453 чел./км². Занимает площадь 21 км². Почтовый индекс — 73025. Телефонный код — 0836.
В коммуне 15 августа особо празднуется Успение Пресвятой Богородицы.
Населяемая в основном меньшинством греческого происхождения, говорящим также на диалекте греческого языка, коммуна входит в Союз городов Салентийской Греции (Unione dei Comuni della Grecìa Salentina).

## Демография
Динамика населения:

## Администрация коммуны
- Официальный сайт: http://www.comune.martano.le.it

## Уроженцы
- Тринкезе, Сальваторе